# 石塚大志
石塚 大志（いしづか たいし）は、フジテレビジョンのプロデューサー。

## 来歴
早稲田大学政治経済学部を卒業。1997年、フジテレビに入社して報道局に配属され、社会部警視庁記者クラブ、社会部司法記者クラブなどを担当。
情報制作に移って『情報プレゼンター とくダネ!』でチーフプロデューサーを務めていたが、2010年代終盤に編成部へ異動となった小仲正重の担当番組の多くで、制作統括を引き継ぐ。

## 現在の担当番組
- FNS番組対抗!オールスター春秋の祭典スペシャル - 制作統括（第5回 - ）

## 過去の担当番組
- ニュースJAPAN - ディレクター[2]
- めざましテレビ - チーフプロデューサー
- めざましどようび - プロデューサー
- 中居正広の世界はスゲェ!ココまで調べましたSP - プロデューサー
- 情報プレゼンター とくダネ! - チーフプロデューサー ※以前はチーフディレクター[2]
- 梅沢富美男のズバッと聞きます! - 制作統括（2019年8月28日 - 同9月18日）
- バイキング - 制作統括（2019年7月22日 - 2020年9月25日）※2018年4月2日 - 2019年7月19日はプロデューサー
- 直撃!シンソウ坂上 - 制作統括（2019年1月10日 - 2020年9月17日）※2018年12月13日まではゼネラルプロデューサー
- 坂上どうぶつ王国 - 制作統括（2019年8月2日 - 2020年9月）